# أدريان رامزي
أدريان رامزي (بالإنجليزية: Adrian Ramsay) هو سياسي بريطاني، ولد في 1982 في المملكة المتحدة. حزبياً، نشط في حزب الخضر في إنجلترا وويلز.